# Kira Yoshinaka

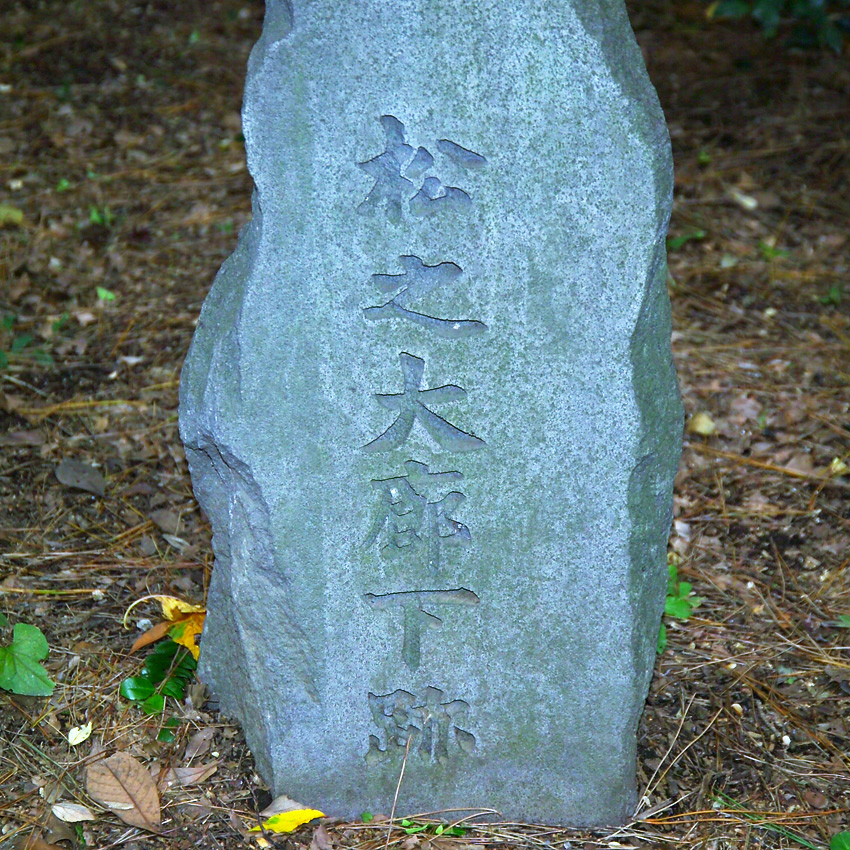
Ce monument marque l'ancien emplacement du Grand Couloir des Pins, où Asano Naganori tenta de tuer Kira Yoshinaka.

Kira Yoshinaka est un nom japonais traditionnel ; le nom de famille (ou le nom d'école) précède donc le prénom (ou le nom d'artiste).
Kira Yoshinaka (吉良 義央, 5 octobre 1641-31 janvier 1703) est un kōke (maître de cérémonie) dont le titre à la Cour est Kōzuke no suke. Il est célèbre pour être l'adversaire de Asano Naganori dans l'histoire des 47 rōnin. Bien que son prénom (義央) a longtemps été prononcé « Yoshinaka » surtout dans les drama et les romans, Ekisui Rembeiroku (易水連袂録), écrit par un contemporain anonyme en 1703, le nomme « Yoshihisa ». Plusieurs de ses lettres marquées avec sa signature (Kaō) retrouvées récemment au Temple Kezō (華蔵寺) confirment que son nom doit en fait se prononcer « Yoshihisa ».

## Biographie
Né en 1641, il est le fils aîné de Kira Yoshifuyu. Sa mère est un membre de haut rang du clan Sakai. À la mort de son père en 1668, Yoshinaka devient le 17e chef de la maison, héritant des terres estimées à 4 200 koku. Sa femme fait partie du clan Uesugi, et son fils aîné est adopté par Tsunakatsu Uesugi, le maître du domaine de Yonezawa dans la province de Dewa, prenant le nom de Tsunanori. Yoshinaka fait de son second fils son héritier, mais quand celui-ci meurt, Yoshinaka adopte le second fils de Tsunanori, renforçant les liens entre les Kira et les Uesugi.
En tant que kōke, Yoshinaka supervise les questions de protocole. En 1701, il reçoit la tâche d'enseigner à Asano Naganori les manières pour accueillir les représentants de l'empereur. Selon les histoires, Kira est corrompu et exige des pots-de-vin pour l'apprentissage, ce qu'Asano refuse de faire. Kira commence alors à insulter publiquement Asano, le traitant de paysan ignorant et inculte. Le jour où les ambassadeurs doivent rencontrer le shogun au château d'Edo, Asano dégaine son épée courte et tente de tuer Kira pour toutes ces insultes, mais Kajikawa Yoriteru intervient et met un terme à l'attaque. Pour cela, Asano est condamné à se faire seppuku le jour même et sa maison est dissoute tandis que Kira n'est pas inquiété.
Le 30 janvier 1703 (14 décembre de la 15e année de l'ère Genroku (1702), selon le calendrier japonais), les serviteurs d'Asano attaquent le domicile de Kira et le tuent pour venger leur maître. Ils se rendent aussitôt aux autorités et sont condamnés à se faire seppuku.
Le shogunat Tokugawa condamne à mort le petit-fils de Yoshinaka pour avoir été incapable de protéger sa famille comme un samouraï ; les Kira sont dépossédés de leurs biens et de leur titre de kōke. Après la mort de Tsunakatsu Uesugi, les revenus des Uesugi sont réduits de 300 000 koku à 150 000 koku. D'autre part, le frère de Asano Naganori est rétabli et reçoit un revenu de 5 000 koku et le rang de hatamoto.

## Culture populaire
- Kira Yoshinaka est incarné par Tadanobu Asano dans le film 47 Ronin.